# Kartusier
Kartusier är en spansk hästras som ingår under benämningen andalusier. I Spanien kallas rasen även Cartujano. Rasen är en av Spaniens äldsta och renaste hästraser. Många hästar har utväxter på huvudet, nästan som horn, och även vårtor under svansen som kommer från stamhingsten Esclavo.

## Historia
Kartusianerns historia börjar med en riktig legend där allting kanske inte är helt sanningsenligt. Enligt legenden så började allt med en man som hette Andres Zamora som ägde ett ganska stort antal spanska ston tillsammans med sin bror. En dag såg han en häst som drog en vagn och kände genast igen den som en häst han hade ridit under den tid han hade varit med i kavalleriet. Han köpte loss hingsten och började genast avla sina ston med hingsten. En av avkommorna döptes till Esclavo. 
Esclavo hade ett perfekt temperament och exteriör och Andres älskade hingsten högt, trots att han hade fått två defekter. Den ena var hornliknande utväxter i pannan och den andra var små vårtor under svansen. Men Andres fortsatte avla på Esclavo tills hans bror i hemlighet sålde hingsten till Portugal för en stor summa pengar. Andres var helt förstörd och dog bara några månader efteråt. 
Andres broder var helt förkrossad över sin brors död och sålde alla hästarna. Många av Esclavos avkommor såldes till en man som hette Don Pedro Picado år 1736. Don Pedro i sin tur gav bort ett stort antal ston till de kartusianska munkarna. Resten av hästarna såldes till en man vid namn Antonio Abad Romero men dessa hästar avlades snabbt in i Andalusiern. Men munkarna behöll hästarna helt fria från annat blod och kallade hästarna för zamoraner efter Andres Zamora. Munkarna beskyddade hästarna och vägrade till och med under kungens order att korsa sina hästar med andra raser. 
År 1854 köptes många kartusier av Don Vincent Romero-Garcia. Vincent lyckades förbättra rasen, enbart med hjälp av selektiv avel utan att korsa in andra raser. Sedan dess har rasen avlats fram på de tre största stuterierna i Spanien. 

## Egenskaper
Uppfödare av rasen menar att alla kartusier har ärvt stamhingsten Esclavos fina temperament och goda exteriör. Vårtorna under svansen och de beniga ”hornen” i pannan är de starkaste karaktärsdragen på rasen och de är också unika för kartusiern. Under några årtionden i slutet av 1800-talet och början av 1900-talet ansåg man till och med att hästar utan dessa vårtor inte var en riktig kartusier då den inte kunde härstamma från Esclavo. 
Kartusierhästen har även ett ganska fint huvud med tydliga drag och en muskulös hals och hästarna brukar vara utmärkta i exteriören och är utomordentliga på utställningar. Gångarterna är fina och flytande med bra steg och kartusiern är lätt att ha med att göra. 